# マンビラ族
マンビラ族 (Mambila) は、西アフリカの民族。
ナイジェリア東部タラバ州のマンビラ高原付近からカメルーン中北部の平野部にかけて分布する。民族の総人口は約16万人と推定され、主として農耕に従事した生活を営む。物産はバナナ、ヤムイモなど。古くは北部のフラニ族との交易によって、堆肥や乳などを得ていた。
言語はマンビラ語。マンビラ語はニジェール・コンゴ語族の北部バントイド諸語の一派として区分され、周辺諸語との類似点も多く、ヴデ諸語、マグ=カムカム=キラ語等とともにマンビロイド諸語（マンビラ=ヴデグループ）として括られる。ナイジェリアとカメルーンの方言をそれぞれナイジェリア=マンビラ語、カメルーン=マンビラ語とすることもある。
またマンビラ族はイスラム教が支配的な民族だが、土着のアニミズム思想も色濃く残っており、これらが並存している。古くからの慣習として作られる木像彫刻は民芸品としても人気がある。